# BassMasters 2000
BassMasters 2000 est un jeu vidéo de pêche sorti en 1999 sur Nintendo 64. Le jeu a été développé par Mass Media et édité par THQ.

## Accueil
- Nintendo Power : 7,1/10[1]